# Codru
Codru – miasto w Mołdawii, w rejonie Kiszyniów, liczy około 11,7 tys. mieszkańców (1 stycznia 2014). Ośrodek przemysłu chemicznego, spożywczego, maszynowego, włókienniczego. Położone 5 km od Kiszyniowa. Prawa miejskie posiada od 1977.